# Gloria Russell
Gloria Russell (verheiratete Hillenbrand; * 24. Januar 1912 in Eureka, Kalifornien; † 13. Februar 1963 in Alameda, Kalifornien) war eine US-amerikanische Speerwerferin.
Bei den Olympischen Spielen 1932 in Los Angeles wurde sie Sechste mit 36,74 m.
Ihre persönliche Bestleistung von 38,71 m stellte sie am 3. April 1932 in Vallejo auf. 1928 wurde sie mit dem nationalen Rekord von 78,66 m US-amerikanische Meisterin im Baseball-Weitwurf.